# James N. Allan Provincial Park
James N. Allan Provincial Park är en park i Kanada.   Den ligger i provinsen Ontario, i den sydöstra delen av landet, 400 km sydväst om huvudstaden Ottawa. James N. Allan Provincial Park ligger 172 meter över havet.
Terrängen runt James N. Allan Provincial Park är mycket platt. Runt James N. Allan Provincial Park är det ganska glesbefolkat, med 43 invånare per kvadratkilometer.. Närmaste större samhälle är Dunnville, 6,9 km nordost om James N. Allan Provincial Park. 
Omgivningarna runt James N. Allan Provincial Park är en mosaik av jordbruksmark och naturlig växtlighet.